# Бельвілл (Канзас)
Бельвілл (англ. Belleville) — місто (англ. city) в США, в окрузі Ріпаблік штату Канзас. Населення — 2007 осіб (2020).

## Географія
Бельвілл розташований за координатами 39°49′22″ пн. ш. 97°38′2″ зх. д. / 39.82278° пн. ш. 97.63389° зх. д. (39.822904, -97.633794).  За даними Бюро перепису населення США в 2010 році місто мало площу 5,21 км², з яких 5,12 км² — суходіл та 0,09 км² — водойми. В 2017 році площа становила 4,82 км², з яких 4,73 км² — суходіл та 0,09 км² — водойми.

## Демографія
Згідно з переписом 2010 року, у місті мешкала 1991 особа в 949 домогосподарствах у складі 533 родин. Густота населення становила 382 особи/км².  Було 1162 помешкання (223/км²).
Расовий склад населення:
| - 97,5 % — білих - 0,6 % — азіатів - 0,3 % — чорних або афроамериканців - 0,2 % — корінних американців |

До двох чи більше рас належало 1,0 %. Частка іспаномовних становила 1,4 % від усіх жителів.
За віковим діапазоном населення розподілялося таким чином: 18,1 % — особи молодші 18 років, 49,0 % — особи у віці 18—64 років, 32,9 % — особи у віці 65 років та старші. Медіана віку мешканця становила 51,6 року. На 100 осіб жіночої статі у місті припадало 86,1 чоловіків;  на 100 жінок у віці від 18 років та старших — 83,5 чоловіків також старших 18 років.
Середній дохід на одне домашнє господарство  становив 42 288 доларів США (медіана — 34 201), а середній дохід на одну сім'ю — 58 435 доларів (медіана — 46 591). Медіана доходів становила 38 558 доларів для чоловіків та 27 857 доларів для жінок. За межею бідності перебувало 16,1 % осіб, у тому числі 27,0 % дітей у віці до 18 років та 15,3 % осіб у віці 65 років та старших.
Цивільне працевлаштоване населення становило 841 осіб. Основні галузі зайнятості: освіта, охорона здоров'я та соціальна допомога — 25,8 %, роздрібна торгівля — 18,0 %, виробництво — 13,0 %.